# Logis de Bréquigny
Le logis de Bréquigny ou manoir de Brecquigny, est une demeure du début du XVIIe siècle qui se dresse sur le territoire de l'ancienne commune française de Sartilly au sein de la commune nouvelle de Sartilly-Baie-Bocage, dans le département de la Manche, en région Normandie.
Le logis est inscrit partiellement aux monuments historiques.

## Localisation
Le manoir est situé, à 2,3 km au nord-ouest de l'église Saint-Pair, sur le territoire de Sartilly, commune déléguée de la commune nouvelle de Sartilly-Baie-Bocage, dans le département français de la Manche.

## Historique
Le logis de Bréquigny est construit vers 1600 par Pancrace Louvel de Champeaux. Bréquigny fut la possession de 1646 à la Révolution de la famille du Homméel.

## Description
Le manoir de Bréquigny se présente sous la forme de deux hautes façades en granit roux et gris, encadrées de tourelles les unes ronde, les autres rectangulaire.
À l'intérieur, on peut voir une cheminée baroque en stuc attribué à Louis du Homméel.

## Protection aux monuments historiques
Les façades et les toitures ainsi que la grande pièce à l'étage avec sa cheminée sont inscrites au titre des monuments historiques par arrêté du 1er décembre 1980.